# Луїс Сарітама
Луїс Сарітама (ісп. Luis Saritama; нар. 20 жовтня 1983, Лоха) — еквадорський футболіст, півзахисник клубу «Барселона» (Гуаякіль) та національної збірної Еквадору.

## Клубна кар'єра
У дорослому футболі дебютував 2000 року виступами за команду клубу «Депортіво Кіто», в якій провів чотири сезони, взявши участь у 103 матчах чемпіонату. Більшість часу, проведеного у складі «Депортіво Кіто», був основним гравцем команди.
Згодом з 2004 по 2007 рік грав у складі перуанського «Альянса Ліма», еквадорського «Депортіво Кіто», мексиканських «УАНЛ Тигрес» та «Америка».
2008 року знову повернувся до «Депортіво Кіто». Цього разу відіграв за команду з Кіто наступні чотири сезони своєї ігрової кар'єри.
Протягом 2013 року захищав кольори команди клубу «ЛДУ Кіто». До складу «Барселони» (Гуаякіль) приєднався 2014 року.

## Виступи за збірну
2003 року дебютував в офіційних матчах у складі національної збірної Еквадору. Наразі провів у формі головної команди країни 48 матчів.
У складі збірної був учасником розіграшу Кубка Америки 2004 року в Перу та чемпіонату світу 2006 року в Німеччині.